# Dobrożaniwka
Dobrożaniwka (ukr. Доброжанівка) – wieś na Ukrainie, w obwodzie mikołajowskim, w rejonie perwomajskim, w hromadzie Wradijiwka. W 2001 liczyła 436 mieszkańców, spośród których 415 wskazało jako ojczysty język ukraiński, 9 rosyjski, 9 mołdawski, 2 białoruski, a 1 inny.